# Cumbe (Azuay)

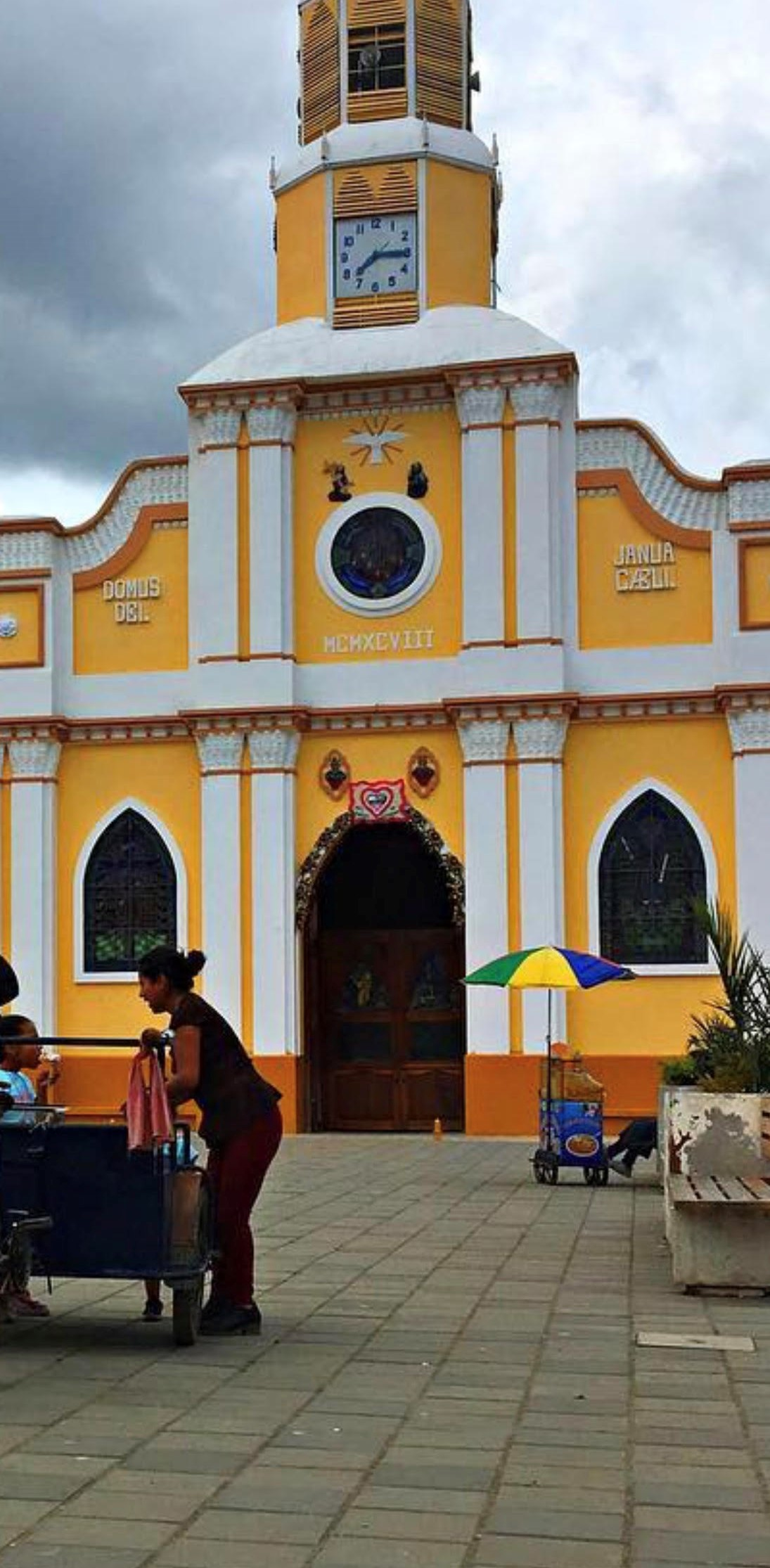
Kirche in Cumbe

Cumbe ist eine Ortschaft und eine Parroquia rural („ländliches Kirchspiel“) im Kanton Cuenca der ecuadorianischen Provinz Azuay. Die Parroquia besitzt eine Fläche von 70,84 km². Die Einwohnerzahl betrug im Jahr 2010 5546. Das Gebiet ging im Jahr 1850 von San Bartolomé an den Kanton Cuenca über und erhielt den Status einer Parroquia.

## Lage
Die Parroquia Cumbe liegt in den Anden im Südosten des Kantons Cuenca. Entlang der südlichen Verwaltungsgrenze verläuft die kontinentale Wasserscheide. Dort erreicht das Gebiet Höhen von etwa 3400 m. Das Areal wird über den Río Tarqui nach Norden entwässert. Der Hauptort Cumbe befindet sich 21 km südlich von Cuenca auf einer Höhe von etwa 2680 m. Die Fernstraße E35 (Cuenca–Loja) führt durch das Verwaltungsgebiet und an dessen Hauptort vorbei.
Die Parroquia Cumbe grenzt im Osten an die Parroquia Quingeo, im Südosten an die Parroquias San José de Raranga und Jima (beide im Kanton Sígsig), im Südwesten an die Parroquia Girón (Kanton Girón), im Westen an die Parroquia Victoria del Portete sowie im Norden an die Parroquia Tarqui.